# 옵슈티나
옵슈티나는 슬라브어파 국가에서 사용되는 행정 구역 단위이다. 한국어로는 지방 자치체로 번역된다.
| 국가                  | 단수형                                                             | 복수형                                  | 관련 항목                         |
| 러시아                | 러시아어: община 옵시나[*]                                         | 러시아어: общины 옵시니[*]              | 러시아의 연방주체                 |
| 몬테네그로            | 세르비아어: opština, oпштина 옵슈티나                              | 세르비아어: opštine, oпштине 옵슈티네   | 몬테네그로의 행정 구역            |
| 보스니아 헤르체고비나 | 보스니아어: općina / oпћина 옵치나                                 | 보스니아어: općine / oпћине 옵치네      | 보스니아 헤르체고비나의 행정 구역 |
| 북마케도니아          | 마케도니아어: oпштина, opština 옵슈티나                            | 마케도니아어: oпштини, opštini 옵슈티니 | 북마케도니아의 지방 자치체        |
| 불가리아              | 불가리아어: община, obshtina 옵슈티나                              | 불가리아어: общини, obshtini 옵슈티니   | 불가리아의 주                     |
| 세르비아              | 세르비아어: oпштина / opština 옵슈티나                             | 세르비아어: oпштине / opštine 옵슈티네  | 세르비아의 구                     |
| 슬로베니아            | 슬로베니아어: občina 오브치나                                      | 슬로베니아어: občine 오브치네           | 슬로베니아의 행정 구역            |
| 코소보                | 세르비아어: oпштина / opština 옵슈티나 / 알바니아어: Komuna 코무나 | 세르비아어: oпштине / opštine 옵슈티네  | 코소보의 행정 구역                |
| 크로아티아            | 크로아티아어: općina 옵치나                                        | 크로아티아어: općine 옵치네             | 크로아티아의 행정 구역            |